# تاشلی
تاشلی (به لاتین: Tashly) یک منطقهٔ مسکونی در روسیه است که در باشقیرستان واقع شده‌است.